# 成家義哉
成家 義哉（なるけ よしや、1985年11月1日 - ）は、日本の男性声優。アイムエンタープライズ所属。千葉県茂原市出身。

## 略歴
千葉県立長生高等学校時代は浪漫倶楽部という名前の人形劇部に所属して、先輩から人形を作るの教わって作っていたという。同時に演劇部に所属しており、同高等学校卒業後も同高等学校に行って演劇部の後輩に発声技術等を教えている。
14歳の時に声優グランプリを買って、それ見て養成所を決める。その後は声優新人オーディション応募するも書類で落選して、それが悔しく次の年に事務所を受け直して合格したという。
中学、高校時代は榎本温子のファンであり、『機動天使エンジェリックレイヤー』のカードお渡しイベントで声優デビュー前の成家は榎本に「声優になりたい」と話していたところ、榎本は「なれるよ!!!」と励ましてもらったという。
日本ナレーション演技研究所、映像テクノアカデミア出身。
明星大学卒業。大学在学中に学生オーケストラに所属（ホルンパート）。
現在で声優業の活動する傍ら、劇団流星群の団長を務めている。

## 人物
趣味・スポーツは空をみること、バスケットボール、ゴルフ、中国語、ヨガ。特技は器械体操、ホルン演奏、少年ボイス。
資格は中学校・高等学校教諭一種免許（国語）、普通自動車免許。

## 出演
太字はメインキャラクター。

### テレビアニメ
2004年
- ローゼンメイデン

2005年
- ふしぎ星の☆ふたご姫（スノーウィー）

2006年
- CLUSTER EDGE（ローレンス）
- 少年陰陽師（雑鬼〈二〉）

2007年
- 結界師（少年）

2009年
- 11eyes（アケディア）
- WHITE ALBUM（部員B）
- よくわかる現代魔法（証券取引所職員）

2010年
- 極上!!めちゃモテ委員長 セカンドコレクション（男子）
- スティッチ!〜いたずらエイリアンの大冒険〜（王子様）
- ヨスガノソラ（男子生徒）

2011年
- 君と僕。（男子生徒(1)）
- バカとテストと召喚獣にっ!（クラスメイトB）

2012年
- 探検ドリランド（レオ）

2014年
- ウィッチクラフトワークス（男子生徒）
- GO-GO たまごっち!（サンタイエローっち）

2017年
- THE REFLECTION（警官）

2020年
- GREAT PRETENDER（男）

2024年
- じいさんばあさん若返る（後輩）
- ハイガクラ（呂洞賓）

### OVA
- CLANNAD -クラナド-「もうひとつの世界 智代編」（2008年、生徒）

### ゲーム
2006年
- ♂モット!!恋愛主義♀「Easter Eve」（篠崎敦）

2007年
- メガゾーン23 青いガーランド（高中ヒロト）

2008年
- ナイトウィザード The VIDEO GAME 〜Denial of the World〜（成田空行）

2009年
- ♂モット!!恋愛主義♀「メモアヤ」（三千院和樹）

2011年
- ラストストーリー（クォーク〈少年期〉）

2017年
- キャプテン翼 ～たたかえドリームチーム～（セナルド）
- GRAVITY DAZE 2/重力的眩暈完結編:上層への帰還の果て、彼女の内宇宙に収斂した選択（ミザイ）

2019年
- プラチナ・トレイン（東京介）

### 吹き替え

#### 映画
- アイ・アム・ナンバー4（サム〈カラン・マッコーリフ〉）
- ウォーロード/男たちの誓い
- グレッグのダメ日記
- ハリー・ポッターと炎のゴブレット
- ハリエットはティーン・スパイ
- ハングオーバー!! 史上最悪の二日酔い、国境を越える（テディ）
- マーヴェリックス/波に魅せられた男たち（ジェイ・モリアリティ〈ジョニー・ウェストン〉）

#### ドラマ
- ER XV 緊急救命室 #17（ジェームズ・ディクソン〈クワミ・ボーテング〉）
- FBI: 特別捜査班
- クリミナル・マインド6 FBI行動分析課（ジェームズ・ライマー）
- クリミナル・マインド7 FBI行動分析課
- コバート・アフェア CIA諜報員アニー
- GCHQ:英国サイバー諜報局（ヴァディーム・トルソフ〈ゲルマン・シガール〉[31]）
- シェイムレス 俺たちに恥はない（イアン・ギャラガー〈キャメロン・モナハン〉）
- 宿敵 因縁のハットフィールド&マッコイ
- チング 〜愛と友情の絆〜
- とび蹴り アチョ〜ズ!（ミルトン）
- パスタ〜恋が出来るまで〜
- 花ざかりの君たちへ For You Full Blossom（チャ・ウンギョル〈イ・ヒョヌ〉）
- フォーリング スカイズ（ベン・メイソン〈コナー・ジェサップ〉）
- プッシング・デイジー 〜恋するパイメーカー〜

#### アニメ
- シュガー・ラッシュ
- スター・ウォーズ/クローン・ウォーズ（リー＝チャー）

### ラジオ
※はインターネット配信。
- 成家とヤスコのジルケミ（2015年 - 、FM市川うらら）